# 200 meter fjärilsim för herrar i simning vid olympiska sommarspelen 2016
Herrarnas 200 meter fjärilsim vid olympiska sommarspelen 2016 avgjordes 8–9 augusti 2016 i Estádio Aquático Olímpico.

## Resultat

### Försöksheat
| Placering | Heat | Bana | Namn                 | Nationalitet | Tid     | Noteringar |
| --------- | ---- | ---- | -------------------- | ------------ | ------- | ---------- |
| 1         | 3    | 3    | Tamás Kenderesi      | Ungern       | 1.54,73 | Q          |
| 2         | 4    | 4    | László Cseh          | Ungern       | 1.55,14 | Q          |
| 3         | 2    | 4    | Chad le Clos         | Sydafrika    | 1.55,57 | Q          |
| 4         | 3    | 2    | Grant Irvine         | Australien   | 1.55,64 | Q          |
| 5         | 3    | 4    | Michael Phelps       | USA          | 1.55,73 | Q          |
| 6         | 2    | 5    | Masato Sakai         | Japan        | 1.55,76 | Q          |
| 7         | 4    | 3    | Viktor Bromer        | Danmark      | 1.55,77 | Q          |
| 8         | 3    | 5    | Daiya Seto           | Japan        | 1.55,79 | Q          |
| 9         | 4    | 6    | Leonardo de Deus     | Brasilien    | 1.55,98 | Q          |
| 10        | 2    | 7    | Quah Zheng Wen       | Singapore    | 1.56,01 | Q          |
| 11        | 2    | 3    | Evgeny Koptelov      | Ryssland     | 1.56,13 | Q          |
| 12        | 4    | 7    | Kaio de Almeida      | Brasilien    | 1.56,45 | Q          |
| 13        | 1    | 4    | Simon Sjödin         | Sverige      | 1.56,46 | Q          |
| 14        | 3    | 6    | Louis Croenen        | Belgien      | 1.56,48 | Q          |
| 15        | 4    | 8    | Jonathan Gómez       | Colombia     | 1.56,65 | Q          |
| 16        | 2    | 6    | Li Zhuhao            | Kina         | 1.56,72 | Q          |
| 17        | 4    | 5    | Jan Świtkowski       | Polen        | 1.56,73 |            |
| 18        | 3    | 7    | Stefanos Dimitriadis | Grekland     | 1.56,76 |            |
| 19        | 4    | 2    | David Morgan         | Australien   | 1.56,81 |            |
| 20        | 2    | 2    | Tom Shields          | USA          | 1.56,93 |            |
| 21        | 3    | 1    | Carlos Peralta       | Spanien      | 1.56,98 |            |
| 22        | 1    | 5    | Robert Žbogar        | Slovenien    | 1.57,05 |            |
| 23        | 4    | 1    | Sebastien Rousseau   | Sydafrika    | 1.57,33 |            |
| 24        | 2    | 8    | Daniil Pakhomov      | Ryssland     | 1.57,36 |            |
| 25        | 2    | 1    | Jordan Coelho        | Frankrike    | 1.58,62 |            |
| 26        | 1    | 6    | Gal Nevo             | Israel       | 1.58,64 |            |
| 27        | 3    | 8    | Wu Yuhang            | Kina         | 1.59,04 |            |
| 28        | 1    | 3    | Sajan Prakash        | Indien       | 1.59,37 |            |
| 29        | 1    | 2    | Bradlee Ashby        | Nya Zeeland  | 2.01,22 |            |

### Semifinaler

#### Semifinal 1
| Placering | Bana | Namn            | Nationalitet | Tid     | Noteringar |
| --------- | ---- | --------------- | ------------ | ------- | ---------- |
| 1         | 4    | László Cseh     | Ungern       | 1.55,18 | Q          |
| 2         | 6    | Daiya Seto      | Japan        | 1.55,28 | Q          |
| 3         | 3    | Masato Sakai    | Japan        | 1.55,32 | Q          |
| 4         | 1    | Louis Croenen   | Belgien      | 1.56,03 | Q          |
| 5         | 5    | Grant Irvine    | Australien   | 1.56,07 |            |
| 6         | 2    | Quah Zheng Wen  | Singapore    | 1.56,11 |            |
| 7         | 7    | Kaio de Almeida | Brasilien    | 1.57,45 |            |
| 8         | 8    | Li Zhuhao       | Kina         | 1.57,62 |            |

#### Semifinal 2
| Placering | Bana | Namn             | Nationalitet | Tid     | Noteringar |
| --------- | ---- | ---------------- | ------------ | ------- | ---------- |
| 1         | 4    | Tamás Kenderesi  | Ungern       | 1.53,96 | Q          |
| 2         | 3    | Michael Phelps   | USA          | 1.54,12 | Q          |
| 3         | 5    | Chad le Clos     | Sydafrika    | 1.55,19 | Q          |
| 4         | 6    | Viktor Bromer    | Danmark      | 1.55,59 | Q          |
| 5         | 7    | Evgeny Koptelov  | Ryssland     | 1.56,46 |            |
| 6         | 1    | Simon Sjödin     | Sverige      | 1.56,71 |            |
| 7         | 2    | Leonardo de Deus | Brasilien    | 1.56,77 |            |
| 8         | 8    | Jonathan Gómez   | Colombia     | 1.57,47 |            |

### Final
| Placering | Bana | Namn            | Nationalitet | Tid     | Noteringar |
| --------- | ---- | --------------- | ------------ | ------- | ---------- |
| 1         | 5    | Michael Phelps  | USA          | 1.53,36 |            |
| 2         | 7    | Masato Sakai    | Japan        | 1.53,40 |            |
| 3         | 4    | Tamás Kenderesi | Ungern       | 1.53,62 |            |
| 4         | 6    | Chad le Clos    | Sydafrika    | 1.54,06 |            |
| 5         | 2    | Daiya Seto      | Japan        | 1.54,82 |            |
| 6         | 1    | Viktor Bromer   | Danmark      | 1.55,64 |            |
| 7         | 3    | László Cseh     | Ungern       | 1.56,24 |            |
| 8         | 8    | Louis Croenen   | Belgien      | 1.57,04 |            |